# Fanon (film)
Pour les articles homonymes, voir Fanon.
 (mars 2025).
Si vous disposez d'ouvrages ou d'articles de référence ou si vous connaissez des sites web de qualité traitant du thème abordé ici, merci de compléter l'article en donnant les références utiles à sa vérifiabilité et en les liant à la section « Notes et références ».
Pour plus de détails, voir Fiche technique et Distribution.
Fanon est un film franco-québéco-luxembourgeois réalisé par Jean-Claude Barny et sorti en 2024. Il s'agit d'un film biographique sur le psychiatre, militant anticolonialiste et intellectuel Frantz Fanon, originaire de la Martinique.

## Synopsis

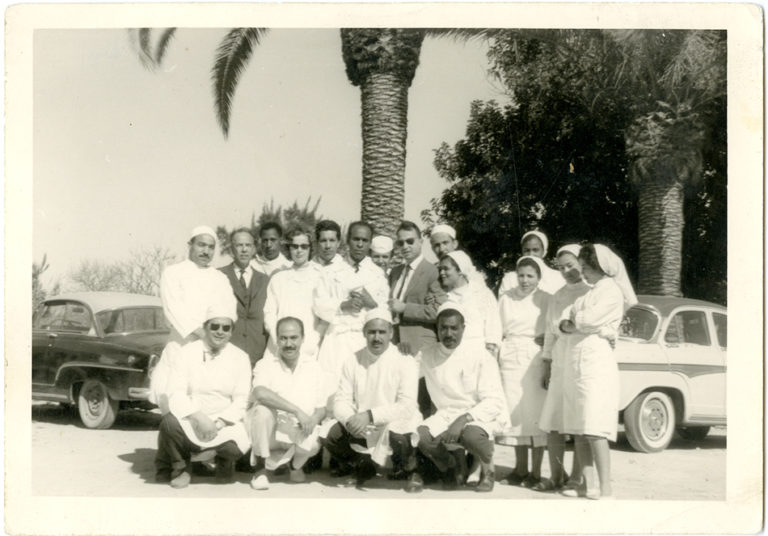
Fanon et son équipe médicale à l'hôpital psychiatrique de Blida-Joinville.

1953. Originaire de la Martinique, le psychiatre français Frantz Fanon est nommé chef d'une division de l'hôpital psychiatrique de Blida en Algérie, dans un contexte de colonisation. Il y introduira des méthodes très modernes comme la sociothérapie ou la psychothérapie institutionnelle, qu'il adapte à la culture des patients musulmans algériens. Ses idées vont cependant s'opposer aux thèses racistes de l'École algérienne de psychiatrie d'Antoine Porot.

## Fiche technique
Sauf indication contraire, les informations mentionnées dans cette section peuvent être confirmées par les bases de données cinématographiques IMDb et Allociné,  présentes dans la section « Liens externes ».
- Titre original : Fanon
- Réalisation : Jean-Claude Barny
- Scénario : Jean-Claude Barny, Philippe Bernard
- Musique : Thibault Kientz-Agryeman, Ludovic Louis
- Décors : Audrey Hernu
- Costumes : Carmen Di Pinto
- Direction de la photographie : Ariel Méthot (en)
- Montage : Maxime Lahaie
- Production : Sébastien Onomo
- Sociétés de production : Special Touch Studios, WebSpider Productions, Paul Thiltges Distributions et Peripheria Productions, en coproduction avec ProArti, Filmdis, Karaïbes Touch Studios et Barny Films
- Sociétés de distribution : Eurozoom (France), Pathé Touch Afrique (Afrique), Axia Films (Canada)
- Pays de production :  France,  Luxembourg,  Canada
- Langues originales : français, arabe
- Format : couleur (Fujicolor) — 2,35:1 (Panavision) — 35 mm — son Dolby SR
- Genre : drame, biographique
- Durée : 133 minutes
- Dates de sortie :
  - Maroc : 3 décembre 2024 (première mondiale au Festival de Marrakech)
  - Luxembourg : 15 mars 2025 (Festival de Luxembourg)
  - France, Maroc : 2 avril 2025
  - Algérie, Tunisie, Côte d'Ivoire, Sénégal, Cameroun : 11 avril 2025

## Distribution
Sauf indication contraire, les informations mentionnées dans cette section peuvent être confirmées par les bases de données cinématographiques IMDb et Allociné,  présentes dans la section « Liens externes ».
- Alexandre Bouyer : Frantz Fanon
- Déborah François : Josie Fanon
- Stanislas Merhar : le sergent Rolland
- Mehdi Senoussi : Hocine
- Olivier Gourmet : Darmain
- Arthur Dupont : Jacques Azoulay
- Salomé Partouche : Alice Cherki
- Salem Kali : Abane Ramdane
- Sfaya Mbarki : Farida[1]

Quelques interprètes du film.
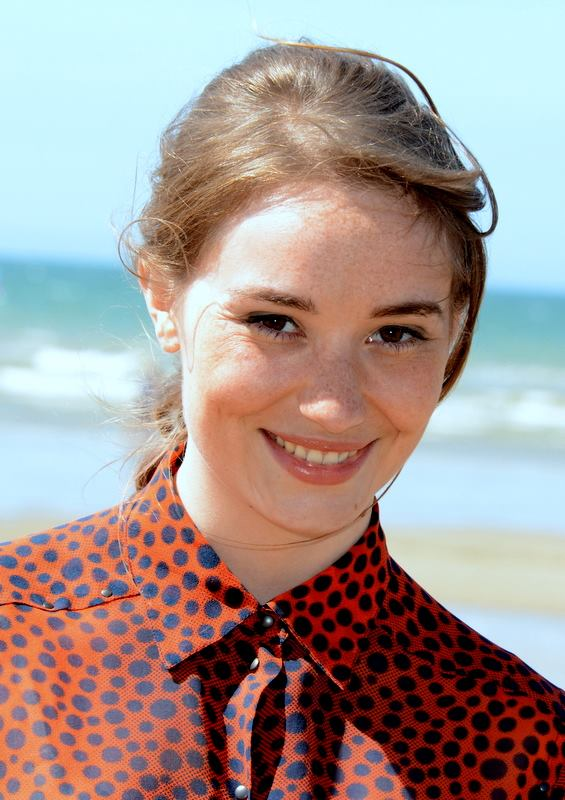
Déborah François, rôle de Josie Fanon.
Mehdi Senoussi, rôle de Hocine.

## Production
Le tournage se déroule du 14 janvier 2024 au 15 février 2024 en Tunisie, en Martinique et au Luxembourg. Le tournage dure au total sept semaines. 

## Accueil

### Sortie
Le film est présenté en décembre 2024 au festival du film de Marrakech.
Fanon sort en salles début avril 2025 dans un ensemble restreint de soixante-dix salles. Un vidéaste, puis un membre de l'équipe technique du film, s'en indignent. Ils reprochent aux exploitants, et en particulier à MK2, de contribuer ainsi à l'invisibilisation du film et de son personnage principal. Durant le mois d'avril, il sort également en Algérie et dans plusieurs pays qui étaient d'anciennes colonies françaises.